# Osaka-præfekturet
Osaka-præfekturet (大阪府 Osaka-ken) er et præfektur i Japan.
Præfekturet ligger i regionen Kansai på sydkysten af den vestlige del af Japans hovedø Honshū. Det har et areal på 1.905 km2
og et befolkningstal på 8.826.684 (2021) indbyggere. Hovedbyen er byen Osaka.